# Sukjong (Goryeo)
König Sukjong (koreanisch 숙종) (* 2. September 1054 in Kaesŏng, Königreich Goryeo; † 10. November 1105 in Kaesŏng, Goryeo) war während seiner Regierungszeit von 1095 bis 1105 der 15. König des Goryeo-Reiches und der Goryeo-Dynastie (고려왕조) (918–1392).

## Leben
Sukjong war der drittgeborene Sohn von König Munjong (문종) und seiner Frau Königin Inye (인예), die dem Incheon Lee Clan entstammte. Zu seiner Geburt bekam Sukjong den Namen Wang Ong (왕옹) verliehen. König Sukjong war mit Königin Myeongui (명의), die dem Jeongju Yu Clan entstammte, verheiratet. Aus der Ehe gingen sieben Söhne und vier Töchter hervor. Der erstgeborene Sohn Wang U (왕우) folgte nach Sukjongs Tod ihm als König Yejong (예종) auf den Thron. Alle anderen Kinder kamen über den Status von Prinzen und Prinzessinnen nicht hinaus.
König Sukjong war besonders an die Literatur seine Reiches interessiert. So inspizierte er im Jahr 1101 das königliche Archiv und versah die Sammlung der Werke mit einem speziellen Siegel. Auch wurden Werke in buddhistischen Klöstern aufbewahrt. So wurden die ersten Werke des buddhistischen Kanon in 44 verschiedenen Klöstern des Landes aufbewahrt.
Nachdem König Seongjong im Jahr 996 Geldmünzen als Zahlungsmittel prägen ließ, sorgte König Sukjong im Jahr 1102 dafür, dass das Zahlungsmittel aus Kupfergeld bestand und unter dem Namen Haedong Ttongbo (해동통보) bekannt und als „umlaufender Schatz“ bezeichnet wurde. Doch das Zahlungsmittel setzte sich nicht durch. Stattdessen wurde Silber für Zahlungen und gerne als Bestechungsgeld verwendet.
Im Jahr 1104 ließ König Sukjong einen königlichen Palast in Namgyong, der südlichen Hauptstadt des Goryeo-Reiches, dem heutigen Seoul errichten. Dort, wo sich ehemals die Gebäude befanden, steht heute das Blaue Haus, das als Amtssitz des Präsidenten von Südkorea dient.
Außenpolitisch hatte sich König Sukjong den verstärkten Angriffen der Jurchen aus dem Norden zu erwehren. Nach einigen Verlusten formte er eine neue spezielle militärische Einheit, Byeolmuban (별무반) genannt, die allerdings erst im Jahr 1107, zwei Jahre nach König Sukjongs Tod gegen die Jurchen erfolgreich zum Einsatz kam. Die neue Einheit, bestand aus einer Kavallerie, Singigun (신기군/神騎軍) genannt und die von den Aristokraten gebildet wurde, einer Infanterie, die als Sinbogun (신보군) bezeichnet und von Bauern gebildet wurde und einer Gruppe organisierter buddhistischer Mönche, deren Gruppe sich Hangmagun (항마군) nannte.
König Sukjong verstarb am 10. November 1105. Seine Grabstätte ist nicht bekannt.